# Danganronpa 3: The End of Hope's Peak Academy
Danganronpa 3: The End of Hope's Peak Academy (ダンガンロンパ３ –The End of 希望ヶ峰学園–?, Danganronpa 3: The End of Kibōgamine Gakuen) è una serie televisiva anime, di genere thriller/azione, prodotta dallo studio Lerche Geneon Universal Entertainment, che funge da titolo conclusivo della serie videoludica Danganronpa.
La serie è stata diretta da Seiji Kishi (già regista dell'altro anime targato Danganronpa, Danganronpa: The Animation), con la collaborazione di Daisei Fukuoka e la supervisione dell'ideatore della serie, Kazutaka Kodaka. Ad occuparsi del character design hanno lavorato Kazuaki Morita e Ryoko Amisaki, con il contributo del character designer dei videogiochi della serie, Rui Komatsuzaki. Le musiche sono, invece, ad opera del compositore ufficiale Masafumi Takada.

## Trama
Danganronpa 3: The End of Hope's Peak Academy si suddivide in due archi narrativi: il Future Arc (未来編?, Mirai-hen, lett. "Arco del Futuro") e il Despair Arc (絶望編?, Zetsubō-hen, lett. "Arco della Disperazione").

### Despair Arc
Esso funge da prequel dell'intera serie Danganronpa, dato che in esso viene raccontato come gli studenti della classe 77 della Hope's Peak Academy sono diventati parte dei super liceali della disperazione, ed hanno aiutato Junko Enoshima a diffondere la disperazione in tutto il mondo, portando quasi alla totale distruzione da La Tragedia. Gli 11 episodi del Despair Arc, trasmessi ogni giovedì dal 14 luglio fino al 22 settembre 2016, hanno avuto come sigla d'apertura "Kami-iro Awase" (カミイロアワセ? lett."Uguagliare il colore di Dio") composta dalla band Binaria, e come sigla di chiusura  "Zettai Kibō Birthday" (絶対希望バースデー? lett. "Ultimate Compleanno della Speranza")cantata da Megumi Ogata (doppiatrice dei personaggi Makoto Naegi e Nagito Komaeda).
L'arco inizia con Chisa Yukizome, ex studentessa della Hope's Peak Academy, che torna nell'accademia dove viene assegnata dal preside Jin Kirigiri come insegnante della classe 77-B. La donna, in realtà, è stata raccomandata dal compagno Kyosuke Munakata, deciso a farla indagare dall'interno segreti e azioni losche ad opera della Hope's Peak, così da esporle e poter prendere lui il potere nell'accademia. Con il suo carattere energico e passionale, comunque, subito Chisa agisce per fortificare le relazioni tra gli studenti e permettere loro di godersi al meglio la loro gioventù. Per far ciò assegna il compito di rappresentante di classe a Chiaki Nanami, super Giocatrice liceale, che, seppure inizialmente titubante dato il suo carattere molto riservato, alla fine accetta e coinvolge i suoi compagni con la sua passione per i videogiochi. 
Con tale passione, inoltre, la ragazza fa amicizia con Hajime Hinata, studente del Dipartimento di Riserva della Hope's Peak, con il quale trascorre gran parte delle sue giornate. In certe situazioni, poi, quando il giovane si mostra afflitto per non essere dotato di nessun talento che gli permetterebbe di entrare a far parte del Dipartimento Principale, Chiaki gli dice che nella vita c'è molto di più che avere talento, come ad esempio trascorrere il tempo e le memorie con gli altri. In seguito, però, alla morte di Natsumi Kuzuryu, studentessa del Dipartimento di Riserva, e sorella del super Gangster liceale Fuyuhiko, Hajime sospetta subito che ad ucciderla sia stata un'altra loro compagna, Sato, e per questo tenta di introdursi nella Hope's Peak per interrogare Mahiru Koizumi, molto amica con quest'ultima. All'entrata dell'accademia viene, tuttavia, malmenato dal capo della sicurezza, Juzo Sakakura, che lo deride affermando che gli studenti del Dipartimento di Riserva devono rassegnarsi alle loro esistenze banali, e al fatto che non sono all'altezza di coloro dotati di talento e destinati ad eccellere. Tale evento spinge Hajime ad accettare di sottoporsi al segreto "progetto Kamukura" per acquisire un talento artificiale; per tale motivo poi, nei documenti scolastici che lo riguardano, viene affermato che è stato espulso dopo aver volontariamente abbandonato la scuola.
Dopo che l'omicidio di Natsumi Kuzuryu, a cui era seguito quello per vendetta di Sato per mano di Fuyuhiko, ha creato qualche conflitto e appesantito gli umori della classe, Nagito Komaeda sfrutta la sua straordinaria fortuna per far posticipare gli esami per il bene dei suoi compagni. Come conseguenza di ciò, fa scatenare indirettamente un'esplosione nella palestra, che porta alla sua sospensione a tempo indeterminato e all'espulsione di Seiko Kimura, Ruruka Ando e Sonosuke Izayoi. Essendo tutrice di Nagito, anche Chisa viene coinvolta, e viene costretta per 6 mesi ad insegnare nel Dipartimento di Riserva. Una volta tornata alla Hope's Peak e aver riavuto il suo ruolo di insegnante della classe 77, viene accolta con gran felicità e una festa di bentornato, organizzata da Chiaki che nel corso di quei mesi, da rappresentante, era riuscita a tenere uniti i suoi compagni e mantenere alto il loro morale.
Durante il suo periodo nel Dipartimento di Riserva, comunque, Chisa ha modo di scoprire che gli amministratori della Hope's Peak hanno usato i fondi raccolti dalle tasse per l'ammissione per il "progetto Kamukura". Oltre a ciò, più tardi, infiltrandosi segretamente nell'ufficio di uno degli amministratori, scopre la verità sul progetto: gli scienziati dell'accademia avevano compiuto sperimentazione umana per creare un genio straordinario, chiamato Izuru Kamukura, come il fondatore della Hope's Peak, dotato di tutti i talenti conosciuti e che diventasse la speranza dell'umanità, anche se per far ciò al paziente erano state cancellate tutte le memorie, i sentimenti e, quindi, la sua intera personalità. 
Di tali esperimenti, però, viene a conoscenza Junko Enoshima che, con l'aiuto della sorella Mukuro Ikusaba, dopo aver torturato e ucciso un amministratore, riesce ad infiltrarsi nella stanza in cui è chiuso Izuru Kamukura. La ragazza, dunque, dopo aver provato le straordinarie capacità di quello, lo spinge ad aiutarla nel suo malvagio piano, affermando che la Disperazione è imprevedibile ed ha il potere di portare al caos e infrangere la preesistente e noiosa armonia della speranza. Oltre a ciò, più tardi, Junko si imbatte casualmente in Ryota Mitarai, per il quale prova subito una morbosa curiosità e lo spinge a mostrarle una delle sue opere dal super Animatore liceale. Affascinata dalle caratteristiche straordinarie degli anime prodotti dal giovane, che sfruttano tecniche di lavaggio del cervello, Junko le prova manipolando mentalmente Mikan Tsumiki (inviata precedentemente dal super Impostore liceale alla ricerca di Ryota) prima di attuare il suo piano. Successivamente, infatti, rinchiude in una classe 13 rappresentanti di classe della Hope's Peak e, presentando loro vario materiale come moventi, li sollecita a partecipare ad un gioco in cui avrebbero dovuto uccidersi tra loro. Dopo, quindi, che gli studenti si uccidono cruentemente a vicenda, Junko sfrutta tale tragedia per spingere gli studenti del Dipartimento di Riserva a ribellarsi contro il Dipartimento Principale, rivelando a ciascuno la verità sulla creazione di Izuru Kamukura, e che era stato lui a compiere gli efferati omicidi ai danni dei rappresentanti di classe, con la complicità degli amministratori dell'accademia che avevano nascosto la vicenda. Ad ultimare il suo piano, poi, Junko costringe Ryota a creare un video che avrebbe fuso il suo anime e le immagini del "gioco di uccisioni" tra i rappresentanti di classe, e che avrebbe manipolato le menti delle persone e avrebbe portato il mondo ad essere inghiottito dalla Disperazione. 
Poco dopo gli studenti della classe 77 dopo il ritorno di Nagito, non appena questo rivela di essersi imbattuto in Mikan, si mobilitano subito alla ricerca della compagna dispersa. Dopo che essi si dividono per il cortile della Hope's Peak, Nagito e Chiaki scoprono un passaggio segreto ai piedi della statua del fondatore dell'accademia, ed esplorando il luogo misterioso, trovano la stanza in cui è rinchiuso Ryota, mentre è intento a lavorare al video per Junko. In seguito, dopo che compare quest'ultima, Nagito rivela di conoscere i suoi piani di diffondere la disperazione nel mondo e, estraendo una pistola, con essa si appresta ad ucciderla per testare se realmente è un degno trampolino per l'ascesa della speranza. Improvvisamente nella stanza irrompe Izuru che, sfruttando la stessa talentuosa fortuna di Nagito, dapprima sventa il tentativo di questo di colpirlo, facendo inceppare la pistola, poi gliela sottrae e gli spara (ma non lo uccide dato che l'handbook nella tasca sul petto blocca la pallottola). Prima che, poi, Junko spinga Chiaki a guardare il video per farle il lavaggio del cervello, viene salvata dal pronto intervento di Chisa (allertata da Ryota che, nella confusione generale, era riuscito a scappare e, incrociandola, l'aveva disperatamente messa al corrente della situazione), che lancia un estintore contro Junko, innalzando una densa coltre di fumo, per permettere a Chiaki e Nagito di scappare. Successivamente l'insegnante viene catturata da Junko, che le mostra gli effetti terribili del suo video, manipolando uno studente del Dipartimento di Riserva a suicidarsi recidendosi la gola con una sega, e le rivela che lo avrebbe usato per fare il lavaggio del cervello anche alla sua classe, per trasformarli negli super liceali della Disperazione che l'avrebbero aiutata a gettare il mondo nella disperazione. In seguito, dunque, la lega ad una sedia e la costringe a vedere il cruento video e, malgrado la donna tenti di resistere alla manipolazione mentale, è poi costretta ad arrendersi dopo che Mukuro la sottopone a neurochirurgia con alcuni spilli.
Nel frattempo dopo che Chiaki porta in spalla Nagito all'interno della Hope's Peak e racconta tutto quel che è successo agli altri compagni, ricordando tutto ciò che la donna aveva fatto per il loro bene, li spinge ad organizzare una spedizione per portare in salvo la loro insegnante. Mentre scendono le scale dal passaggio segreto, tuttavia, Mikan prende in disparte Chiaki e la spinge contro una parete, facendola scivolare giù per un tunnel da un pannello segreto. Dopo aver ripreso conoscenza, la ragazza si imbatte in Chisa che si mostra felice di vederla e la guida per i corridoi per condurla nuovamente dai suoi compagni. Dopo averla portata dinnanzi ad una porta, l'abbraccia e la ringrazia per essere riuscita, come rappresentante di classe, a mantenere uniti gli altri studenti, tuttavia subito dopo la spinge all'interno di un ascensore. Giunta in una misteriosa stanza, qui viene raggiunta, tramite un monitor, da Junko che le rivela che Chisa è sotto sua influenza mentale, e le dice altri dettagli del suo piano, tra i quali che l'avrebbe usata per ultimare il cosiddetto "video della Disperazione". Così, dopo che gli altri studenti vengono condotti da Mikan all'interno di una stanza adibita ad aula per processo, qui tramite numerosi schermi, vengono costretti da Junko ad assistere all'esecuzione di Chiaki. Ella, infatti, viene costretta a vagare per una sorta di labirinto, pieno di trappole, che la feriscono e colpiscono via via che avanza per i corridoi; nonostante gravemente ferita e dissanguata, la ragazza continua a procedere per poter ritornare dai propri compagni ed evitare che questi vengano inghiottiti dalla Disperazione a vederla morire. Alla fine, però, dopo aver raggiunto quella che apparentemente è l'uscita, non appena varcata la porta, il suo corpo viene trafitto da numerose lance. Alla vista della sua morte, i suoi compagni vengono dunque sottoposti a lavaggio del cervello e trasformati negi super liceali della Disperazione al servizio di Junko. 
Successivamente, poi, la ragazza umilia Juzo Sakakura sottomettendolo fisicamente grazie ad una schiera di studenti al suo servizio, e minacciandolo che avrebbe rivelato a Munakata che quello è innamorato di lui, si assicura il silenzio del giovane pugile sulla verità del "gioco di uccisioni" da lei organizzata. Infine, dopo che gli studenti del Dipartimento di Riserva, mentalmente manipolati, distruggono la Hope's Peak e uccidono gran parte degli studenti al loro interno, dopo aver visto un altro video creato da Junko, vengono spinti a compiere suicidio di massa gettandosi tutti contemporaneamente dalle finestre dell'edificio in fiamme. In seguito a ciò, come previsto da Junko, viene scatenata La Tragedia che si diffonde per tutto il mondo e in poco tempo, grazie anche ai super liceali della Disperazione, porta alla distruzione delle città, e a guerre, violenze e atti terroristici che colpiscono e decimano la società, inghiottita in un'onda irrazionale di violenza e disperazione.
| Nº | Titolo italiano (traduzione letterale) Giapponese 「Kanji」 - Rōmaji                                                                                         | In onda           | In onda |
| Nº | Titolo italiano (traduzione letterale) Giapponese 「Kanji」 - Rōmaji                                                                                         | Giapponese        |         |
| 1  | Ciao di Nuovo, Hope's Peak Academy 「ただいま希望ヶ峰学園」 - Tadaima Kibōgamine Gakuen                                                                      | 14 luglio 2016    |         |
| 2  | Il Mio Cuore più Impuro per Te 「したごころを君に」 - Shita gokoro o kimi ni                                                                                 | 21 luglio 2016    |         |
| 3  | Un Addio a Tutti i nostri Futuri 「全ての未来にさよならを」 - Subete no mirai ni sayonara o                                                                  | 28 luglio 2016    |         |
| 4  | La Malinconia, la Sorpresa e la Scomparsa di Nagito Komaeda 「狛枝凪斗の憂鬱と驚愕と消失」 - Komaeda Nagito no yūutsu to kyōgaku to shōshitsu                | 4 agosto 2016     |         |
| 5  | L'Inizio della Fine 「終わりの始まり」 - Owari no hajimari                                                                                                   | 11 agosto 2016    |         |
| 6  | Un Disperatamente Fatale Incontro 「絶望的に運命的な出会い」 - Zetsubō-teki ni unmei-teki na deai                                                            | 18 agosto 2016    |         |
| 7  | Il più Grande ed Atroce Incidente nella Storia della Hope's Peak Academy 「希望ヶ峰学園史上最大最悪の事件」 - Kibōgamine Gakuen shijō saidai saiaku no jiken | 25 agosto 2016    |         |
| 8  | La Peggior Riunione Possibile 「偶然にも最悪な再会」 - Gūzen ni mo saiaku na saikai                                                                          | 1º settembre 2016 |         |
| 9  | Chisa Yukizome Non Sorride 「雪染ちさは笑わない」 - Yukizome Chisa wa warawanai                                                                              | 8 settembre 2016  |         |
| 10 | Sorridi alla Disperazione in Nome della Speranza 「君は希望という名の絶望に微笑む」 - Kimi wa kibō to iu na no zetsubō ni hohoemu                            | 15 settembre 2016 |         |
| 11 | Addio, Hope's Peak Academy 「さよなら希望ヶ峰学園」 - Sayonara Kibōgamine Gakuen                                                                             | 22 settembre 2016 |         |

### Future Arc
Tale arco è il sequel delle vicende dei videogiochi della serie, Danganronpa: Trigger Happy Havoc, Danganronpa Another Episode: Ultra Despair Girls e Danganronpa 2: Goodbye Despair. Trasmesso ogni lunedì a partire dall'11 luglio fino al 26 settembre 2016, ha come sigla d'apertura "Dead or Lie" cantata da Maon Kurosaki e dal duo Trustrick, il quale canta anche la sigla di chiusura "Recall The End". 
Dopo che, nell'epilogo di Goodbye Despair, Makoto Naegi ha lasciato il gruppo di Hajime e gli altri sopravvissuti al gioco di uccisioni nell'isola Jabberwock, assieme a Kyoko Kirigiri e Aoi Asahina, giungono nel quartier generale della Future Foundation. Qui il giovane viene arrestato ed accusato dal vice-presidente Kyosuke Munakata, e gli altri direttori dei vari rami dell'organizzazione, non solo di tradimento per aver salvato gli Ultimate Disperazione, invece di ucciderli, ma anche di essere lui stesso parte di questi ultimi. Prima, però, che quello venga processato, il quartier generale della Future Foundation finisce sotto attacco e i membri al suo interno perdono conoscenza a causa di un gas. Quando quelli si risvegliano, dal grande schermo compare Monokuma che rivela loro che avrebbero partecipato ad un ultimo "gioco di uccisioni" per determinare chi avrebbe vinto tra Speranza e Disperazione. Ciascuno di loro si ritrova ad indossare un bracciale che, l'orso spiega, in precisi intervalli di tempo rilascia un liquido capace di addormentare chi lo indossa. Una volta che il tempo scade si entra in una fase in cui, mentre tutti dormono, un traditore che si nasconde tra loro deve uccidere una persona prima del loro risveglio. I bracciali hanno inoltre un'altra peculiarità: ciascuno dei reclusi ha una differente azione vietata, che se compiuta, il bracciale rilascia un potente veleno che la uccide istantaneamente. I partecipanti avrebbero dovuto, dunque, individuare quanto prima l'aggressore prima che, alla scadenza dei periodi tempo segnati sui bracciali, quello avrebbe avuto occasione di compiere un altro omicidio. 
Nonostante Makoto cerchi di spronare gli altri membri a non lasciarsi manipolare da Monokuma e, piuttosto, collaborare assieme, dopo la morte di Chisa Yukizome, trovata appesa al lampadario della stanza, Munakata suggerisce un'immediata votazione su chi fosse il maggior sospettato di essere "traditore", e dopo che Makoto viene votato colpevole dalla maggioranza, gli dice che, se realmente vuole cooperare avrebbe dovuto uccidersi. Subito dopo quindi Hina e Ryota Mitarai tentano di difendere il compagno, ma vengono aggrediti da Juzo Sakakura che, successivamente, dà al giovane una violenta ginocchiata, che subito dopo causa la morte di Daisaku Bandai, che muore avvelenato dal bracciale poiché gli era vietato di assistere alla violenza tra partecipanti. Prima che le cose volgano per il peggio, Kyoko con un estintore eleva una grossa coltre di fumo, permettendo a Makoto di scappare assieme ad Hina, mentre Great Gozu tiene occupato Juzo. Quando, poi, Makoto rivela che la sua azione vietata è correre per i corridoi, Hina se lo carica in spalla e corre via. Poco dopo i due vengono raggiunti da Munakata, dal quale comunque riescono a scappare grazie nuovamente all'intervento di Gozu, con cui poi si rifugiano in una stanza prima della scadenza del tempo limite; dopo il periodo in cui tutti si addormentano, l'uomo viene, tuttavia, morto dai suoi compagni. Successivamente, allora, analizzando una mappa dell'edificio che Miaya Gekkogahara, che si era unita poco prima a loro, gli presenta, Makoto decide di recarsi nella sala controllo per usare l'interfono per comunicare con tutti gli altri partecipanti ed invitarli a fermare la serie di uccisioni e rimanere uniti e avere fiducia l'uno dell'altro. Poco dopo, però, nella stanza irrompe Munakata che gli dice che con le sue banalità non avrebbe ottenuto nulla, ma anzi avrebbe solo ingannato gli altri a credere che avrebbero potuto liberarsi della disperazione, senza violenza né combattere. Dopo essere stato legato da Munakata, che poi, tramite l'interfono, comunica agli altri che lo avrebbe presto giustiziato, Makoto viene portato in salvo dal presidente Kazuo Tengan, col quale poi lo spadaccino intraprende un violento combattimento all'ultimo sangue che riuscirà a vincere uccidendo l'anziano, ma venendo gravemente ferito all'occhio destro. 
Nel frattempo Makoto ed Hina ne approfittano per scappare, e durante la fuga, grazie agli interventi di Miaya, riescono a scampare alle aggressioni di Juzo, partito alla loro caccia per ordine di Munakata, e di Seiko Kimura, che si era imbattuta in loro mentre inseguiva con animalesca furia la vecchia amica Ruruka Ando. Alla scadenza del secondo tempo limite, al loro risveglio, dopo aver scoperto, guardando la visuale delle telecamere sparse, il corpo senza vita di Tengan, Makoto, Hina e Miaya, vanno nella sala controllo per contattare aiuto dall'esterno a Byakuya Togami grazie ad un'intuizione di Makoto che si rende conto che, rispetto al gioco di uccisioni della Hope's Peak, le regole stavolta non avrebbe impedito loro di sottrarsi al gioco e tentare di scappare dall'edificio. Byakuya, venuto a conoscenza della loro situazione, dopo averli rassicurati che sarebbe arrivato in loro soccorso, contatta Komaru Naegi e Toko Fukawa, sospettando che Monaca Towa fosse colei dietro tutta quegli avvenimenti. Quando tuttavia le due ragazze decidono di affrontare la bambina, questa rivela di non essere l'ideatrice del gioco di uccisioni, ma solo di essersi infiltrata nell'edificio tramite Miaya, che si rivela in realtà un robot da lei controllata (dopo aver assassinato la vera Miaya). 
Intanto Kyoko, Ryota e Koichi Kizakura, giungono in una stanza dove si imbattono in Ruruka, mentre piange la morte dei suoi amici Seiko e Sonosuke Izayoi; qui, poco dopo, vengono raggiunti da Juzo, il cui tentativo di ucciderli, comunque, viene respinto da Kizakura che, sfruttando una trappola, lo trafigge con una lancia alla spalla. D'improvviso poi Ruruka fa scattare un'altra trappola per eliminare Kyoko, tuttavia prima che questa possa cadere giù da una botola, viene portata in salvo da Kizakura che, però, costretto a compiere la sua azione vietata, aprendo la mano sinistra per afferrarla, avvelenato cade giù al suo posto. In seguito Kyoko smaschera Ruruka rivelando che era stata la stessa ragazza ad uccidere Izayoi, attivando la sua azione vietata, facendogli mangiare uno dei suoi dolci. Il motivo, spiega la detective, era legato alla sua azione vietata, che la costringeva a non far scappare nessuno dall'edificio, e per questo, quando il giovane aveva scoperto dietro ad una libreria un'uscita segreta, era stato costretto a tradirlo ed eliminarlo. In seguito, allora, Juzo, nonostante Ruruka cerchi di fermarlo, si affretta ad aprire la porta, ma scopre poi che non esiste un'uscita segreta, e che non possono scappare perché la struttura si trova nelle profondità dell'oceano. Conscia di ciò, Kyoko, nel frattempo era andata via con Ryota, e in seguito si riunisce con Makoto ed Hina, con i quali si barrica in una stanza prima della scadenza del tempo limite e rivela loro tutto ciò che ha scoperto. In seguito a ciò dopo che Makoto, Hina e Ryota si risvegliano, scoprono il corpo senza vita di Kyoko, morta per la sua azione proibita che non le permetteva di arrivare al quarto periodo di tempo con Makoto ancora vivo. Dall'interfono, poi, Munakata gli rinfaccia che la morte della compagna sbugiarda le sue banalità e lo invita a porre fine al loro conflitto venendolo ad affrontare. Makoto, spronato dalle parole di Kyoko che, prima di morire, gli aveva detto di non perdere il proprio ottimismo ed aveva affidato a lui la sua speranza raggiunge Munakata nella sala di controllo, e dopo aver tentato invano a dissuaderlo dall'uccidersi a vicenda, Makoto è costretto a combatterlo. Lo spadaccino, però, sventa abilmente i suoi piani d'attacco e lo sottomette facilmente, ma mentre si appresta ad ucciderlo, è costretto a fermarsi dato che, come indicato dalla sua azione proibita, non può aprire le porte, e senza Makoto non avrebbe potuto, quindi, scappare dalla struttura. Egli, comunque, continua a malmenarlo furiosamente, accusandolo di essere stato corrotto dalla Disperazione, e afferma che avrebbe eliminato a qualsiasi costo chiunque fosse stato parte della Disperazione. Alla fine, però, Makoto, dichiarando che anche se Kyoko fosse stata corrotta dalla Disperazione, sarebbe stato sempre grato di averla conosciuta, convince finalmente Munakata a placare la sua furia cieca e i suoi intenti violenti ed ossessivi. 
I due vengono raggiunti, poi, da Hina che comunica loro, grazie al quadernino di Kyoko, di aver scoperto la verità sulle uccisioni: non esiste alcun aggressore, bensì tutte le morti erano stati suicidi, nei quali erano coinvolti i monitor sparsi per tutto l'edificio. Per confermare tale teoria Makoto si fa legare con una corda e porre di fronte ad uno di essi, e mentre, poi, tutti gli altri si addormentano, Makoto ha modo di confermare che è grazie ai bracciali, che segnalano la distanza dai monitor, viene svegliata la persona più vicina agli stessi. Fissando lo schermo dinnanzi a lui, Makoto assiste ad uno strano video che lo porta ad avere un'allucinazione in cui Kyoko e i compagni morti nella Hope's Peak lo convincono ad unirsi a loro ed uccidersi. Dopo essersi liberato dalla corda, senza più controllo di sé, si accinge ad uccidersi con un pugnale caduto dal monitor, ma viene fermato appena in tempo da Juzo che era rimasto sveglio, dopo essersi tagliato la mano per liberarsi del bracciale. Successivamente il pugile, dopo aver scoperto la verità dal protagonista, prima di morire, si reca nella stanza degli interruttori dell'alimentazione, e abbassandoli, spegne definitivamente i monitor e libera i partecipanti sopravvissuti dai braccialetti. Al risveglio degli altri, in seguito, tramite un videomessaggio per Ryota, i sopravvissuti scoprono che a organizzare il gioco di uccisioni è stato Tengan, che dichiara di averlo fatto per vedere le colonne della speranza cadere in disperazione ed uccidersi a vicenda. 
In seguito a ciò Ryota confessa a Makoto e Hina che Junko, creando quei video che causano il lavaggio del cervello di chi li vede, aveva sfruttato il suo talento da Ultimate Animatore, e per questo, stanco di scappare, dichiara che avrebbe trasmesso per tutto il mondo un video che avrebbe manipolato le menti delle persone, eliminando tutte le emozioni e sensazioni negative, e infondendo in esse soltanto la speranza. Quando Makoto si oppone all'idea, affermando che le persone solo lavorando assieme, possono sconfiggere la disperazione, Ryota mostra il proprio video sul suo cellulare ad Hina, forzandola a bloccare ogni tentativo di quello di fermarlo, manipolando, in seguito, a servirlo anche le squadre militari della Future Foundation, che irrompono nell'edificio, mentre si dirige nello studio da dove trasmettere il suo video. Successivamente Makoto, liberato da Munakata dall'attacco delle forze armate, intuisce che il piano di Tengan, era stato proprio quello di spingere Ryota a diffondere tale video. Mettendosi, quindi, in marcia nel tentativo di fermare Ryota, Makoto, Hina e Munakata finiscono sotto attacco e intrappolati dalle forze armate della Future Foundation.
| Nº | Titolo italiano (traduzione letterale) | In onda           | In onda |
| Nº | Titolo italiano (traduzione letterale) | Giapponese        |         |
| 1  | La Terza Volta è Quella Buona          | 11 luglio 2016    |         |
| 2  | Impiccate la Strega                    | 18 luglio 2016    |         |
| 3  | Violenza Spietata e Parole Vuote       | 25 luglio 2016    |         |
| 4  | Chi è Bugiardo                         | 1º agosto 2016    |         |
| 5  | Sogni di Giorni Distanti               | 8 agosto 2016     |         |
| 6  | Nessun Uomo è un'Isola                 | 15 agosto 2016    |         |
| 7  | Ultra Despair Girls                    | 22 agosto 2016    |         |
| 8  | Chi ha Ucciso il Pettirosso?           | 29 agosto 2016    |         |
| 9  | Tu sei la Mia Ragione per Morire       | 5 settembre 2016  |         |
| 10 | Morte, Distruzione, Disperazione       | 12 settembre 2016 |         |
| 11 | Tutte Buone Cose                       | 19 settembre 2016 |         |
| 12 | È sempre più buio                      | 26 settembre 2016 |         |

### Hope Arc
L'Hope Arc (希望編?, Kibō-hen, lett. "Arco della Speranza") è l'arco conclusivo dell'anime, in cui convergono i finali del Future Arc e il Despair Arc, e quindi dell'intera serie. Esso comprende un solo episodio, trasmesso il 29 settembre 2016, che ha la canzone "Ever Free" come sigla di chiusura cantata da hide e la sua band degli Spread Beaver
Dopo essere stato portato in salvo da Hiro e, soprattutto, Byakuya, Makoto scortato dagli agenti personali di quest'ultimo riesce ad arrivare nell'edificio dove si trova Ryota. Qui, dopo essere stati attaccati da una squadra di soldati, lui e gli agenti vengono aiutati e salvati dagli studenti della classe 77. Come rivelato in seguito, infatti, Hajime, condividendo parte della propria personalità con quella di Izuru, sfruttando i numerosi talenti di quest'ultimo, è riuscito a far risvegliare i compagni in stato di coma (dopo essere morti nel "gioco di uccisioni" di Goodbye Despair). Liberati dall'influenza di Junko Enoshima grazie alle memorie raccolte nel Neo World Program, che ha eliminato le loro identità da Ultimate Disperazione, gli studenti dopo essersi sbarazzati delle forze armate, raggiungono Ryota nell'edificio. Qui Hajime convince l'animatore a desistere dal diffondere il video per tutto il mondo, proponendogli di unirsi a loro, in modo che possano espiare assieme tutti gli errori e misfatti commessi. 
Nel finale, dunque, gli studenti della classe 77 decidono di creare un video in cui si prendono le responsabilità del gioco di uccisioni ordito contro la Future Foundation, così da mascherare le responsabilità di Tengan e gli altri membri dell'organizzazione. Successivamente mentre quelli partono con un battello, pronti a creare il loro nuovo futuro, Makoto li vede andare via, e qui ha un ultimo dialogo con Munakata, che gli dice che il mondo ha bisogno di un eroe che ha combattuto e sconfitto gli Ultimate Disperazione, ed in risposta il giovane afferma di poter reggere il peso di ciò e di essere la speranza del mondo. Qualche mese dopo, poi, Makoto riapre la Hope's Peak Academy, di cui diventa preside, e che gestisce con i suoi compagni al suo fianco, tra i quali Kyoko, salvata da un medicinale di Seiko e l'intervento medico di Mikan Tsumiki.

## Sviluppo
Danganronpa 3: The End of Hope's Peak Academy è stato annunciato per la prima volta nella conferenza stampa della Spike Chunsoft il 2 dicembre 2015, assieme al titolo videoludico New Danganronpa V3: Minna no Koroshiai Shingakki, al quale i produttori della serie hanno lavorato contemporaneamente all'anime.. Inizialmente esso doveva seguire le orme di Danganronpa: The Animation e dunque essere l'adattamento anime di Danganronpa 2: Goodbye Despair, ma i membri della Spike Chunsoft, a detta del direttore Kodaka e il produttore Terasawa, hanno poi preferito dare un seguito alla storia della serie, scartando, inoltre, anche l'idea di un altro videogioco con all'interno i Class Trial, usando piuttosto il formato anime, perché alcuni contenuti potevano essere espressi solo con tale media. Oltre a ciò, come assicurato sempre da Terasawa e Kodaka, l'anime pur senza investigazioni sarebbe riuscito a creare suspense nello spettatore. Durante la produzione dell'anime, oltre alle varie indiscrezioni man mano trapelate sui personaggi introdotti nel Future Arc e anticipazioni su vari altri elementi, Kodaka si è divertito di tanto in tanto a diffondere, tramite il suo profilo Twitter, diverse informazioni fuorvianti e false ai fan, affermando, ad esempio, che il cast di Goodbye Despair non avrebbe fatto alcuna comparsa, dato che la loro storia si è conclusa nel secondo titolo.
La serie, trasmessa in Giappone tramite Tokyo MX, BS11 e AT-X, come già accaduto con Danganronpa: The Animation, è poi stata licenziata dalla Funimation che ha pubblicato, in contemporanea con l'uscita in madrepatria, gli episodi di entrambi gli archi sottotitolati in inglese; di tali episodi, poi, a partire dal 10 agosto 2016, la Funimation ha iniziato a pubblicare anche la versione doppiata in inglese.

## Manga
Danganronpa gaiden: killer killer (ダンガンロンパ害伝 キラーキラー?, Danganronpa gaiden kirā kirā) è un manga scritto da Kodaka e Yōichirō Koizumi, e illustrato da Mitomo Sasako, il cui primo (e, al momento, unico) volume è uscito per la prima volta l'8 marzo 2016 sulla rivista mensile Bessatsu Shōnen Magazine della Kōdansha.
Inizialmente intitolato semplicemente Killer Killer, il 9 maggio, all'uscita del terzo capitolo, si è rivelato uno spin off della serie Danganronpa, connesso all'anime Danganronpa 3, e cronologicamente posto tra gli eventi di Danganronpa Another Episode: Ultra Despair Girls e quelli di Danganronpa 2: Goodbye Despair.
La trama è incentrata su Misaki Asano, una nuova recluta della Future Foundation, che lavora come investigatrice per la 6ª divisione del "Dipartimento Casi Speciali", un ramo dell'organizzazione dedicato solo ai casi di omicidio più bizzarri e impegnativi. Con a fianco suo partner, Takumi Hijirihara, hanno lo scopo di combattere la disperazione un caso alla volta. Durante il corso dei capitoli, in particolare, i due vengono coinvolti in un caso intricato che coinvolge "Killer Killer", un misterioso serial killer che si è reso colpevole di numerosi omicidi ai danni di altri assassini.